# Бурак (ислам)

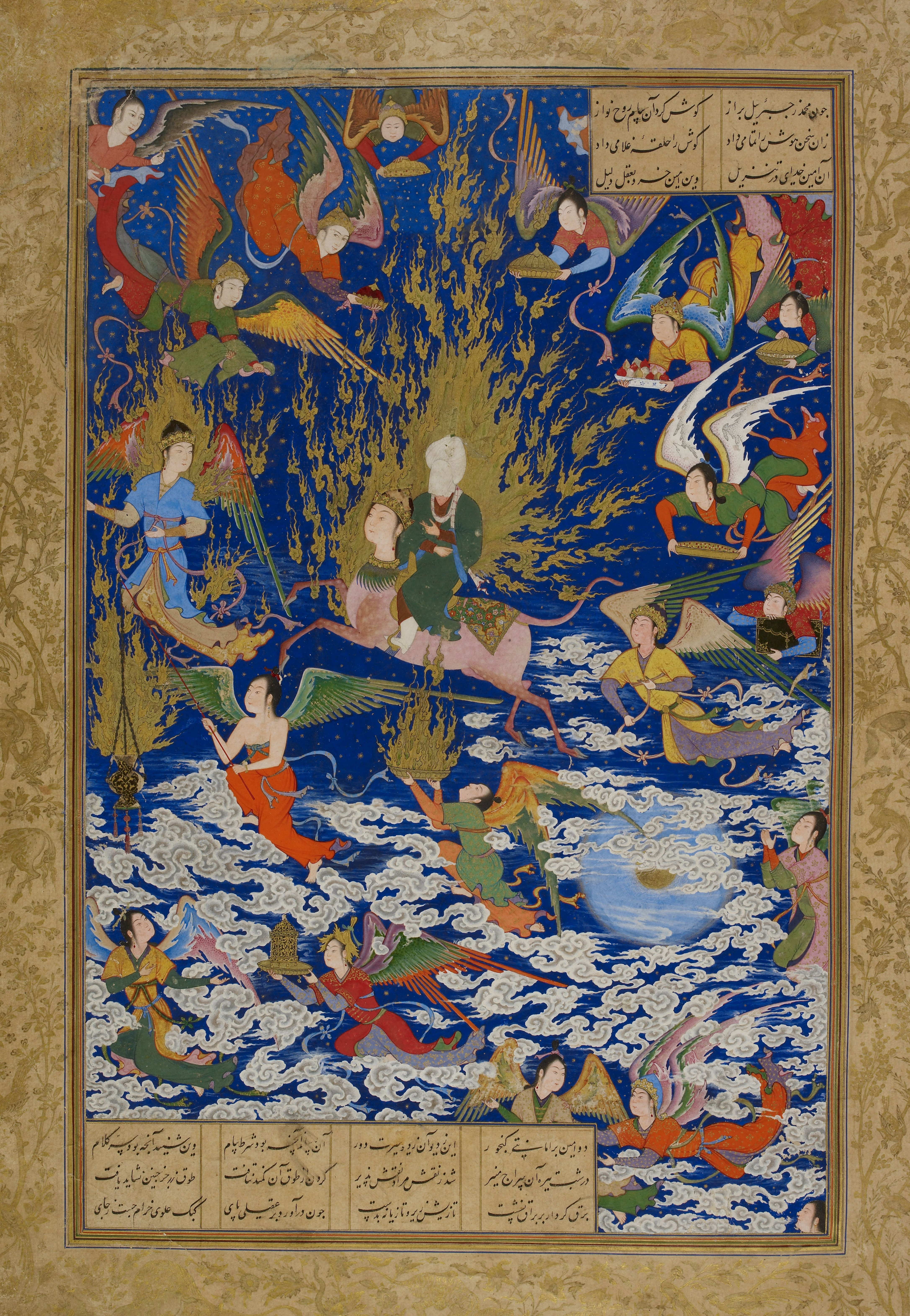
Мухаммед верхом на бураке. Миниатюра художника тебризской школы Султана Мухаммеда к «Хамсе» Низами Гянджеви

Бурак (араб. البُراق‎, сияющий, молниеносный) — в исламе внеземное животное, на котором Мухаммед совершил ночное переселение из Мекки в Иерусалим. Бурака обычно изображают в виде ишака с головой человека на котором летал  Мухаммад. У него большие чёрные глаза и мягкие уши. Окрас красный пятнистый. Мусульмане Индии изображают бурака с крыльями и хвостом павлина. В Коране нет прямого упоминания о нём, но первый аят 17-й суры Корана обычно связывают с Бураком:

Восславим Аллаха и превознесём Его величие, отвергая от Него всё, что не подобает Ему! Это — Он, кто содействовал рабу Своему Мухаммаду совершить путешествие из Неприкосновенной мечети (аль-Масджид аль-Харам) в Мекке в мечеть «отдалённейшую» (аль-Масджид аль-Акса) в Иерусалиме, где Мы даровали благословенный удел жителям её окрестностей, чтобы показать ему путём Наших знамений, что Бог один и Он Всемогущ. Поистине, Аллах Единый — Всеслышащий и Всевидящий!

Оригинальный текст (ар.)سُبْحَانَ الَّذِي أَسْرَى بِعَبْدِهِ لَيْلًا مِّنَ الْمَسْجِدِ الْحَرَامِ إِلَى الْمَسْجِدِ الْأَقْصَى الَّذِي بَارَكْنَا حَوْلَهُ لِنُرِيَهُ مِنْ آيَاتِنَا إِنَّهُ هُوَ السَّمِيعُ الْبَصِيرُ—  17:1 (Аль-Азхар)
Существуют много преданий и легенд, связанных с Бураком, наиболее известны легенды:
- о том, что бураки вознесут праведников на небеса;
- до Мираджа Мухаммед перенёсся на Бураке из Мекки в Иерусалим, причём столь быстро, что не успела вылиться вода из опрокинутого сосуда;
- до Мухаммеда Бурак служил и другим пророкам, каждый из которых привязывал Бурака к кольцу у Иерусалимской скалы. Это предание дало мусульманское название Западной стены Храмовой горы — «Стена Бурака».

Ко мне привели Бурака. Это длинное белое животное, выше осла, ниже мула. Он перемещается туда, куда достигает его взор— Хадис
Галерея

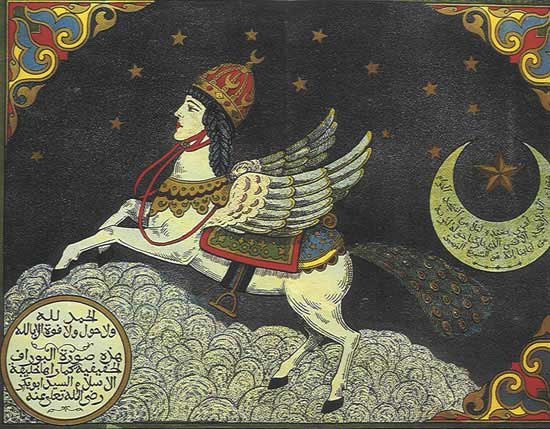
Индийское представление Бурака (репродукция с могольской миниатюры XVII века)
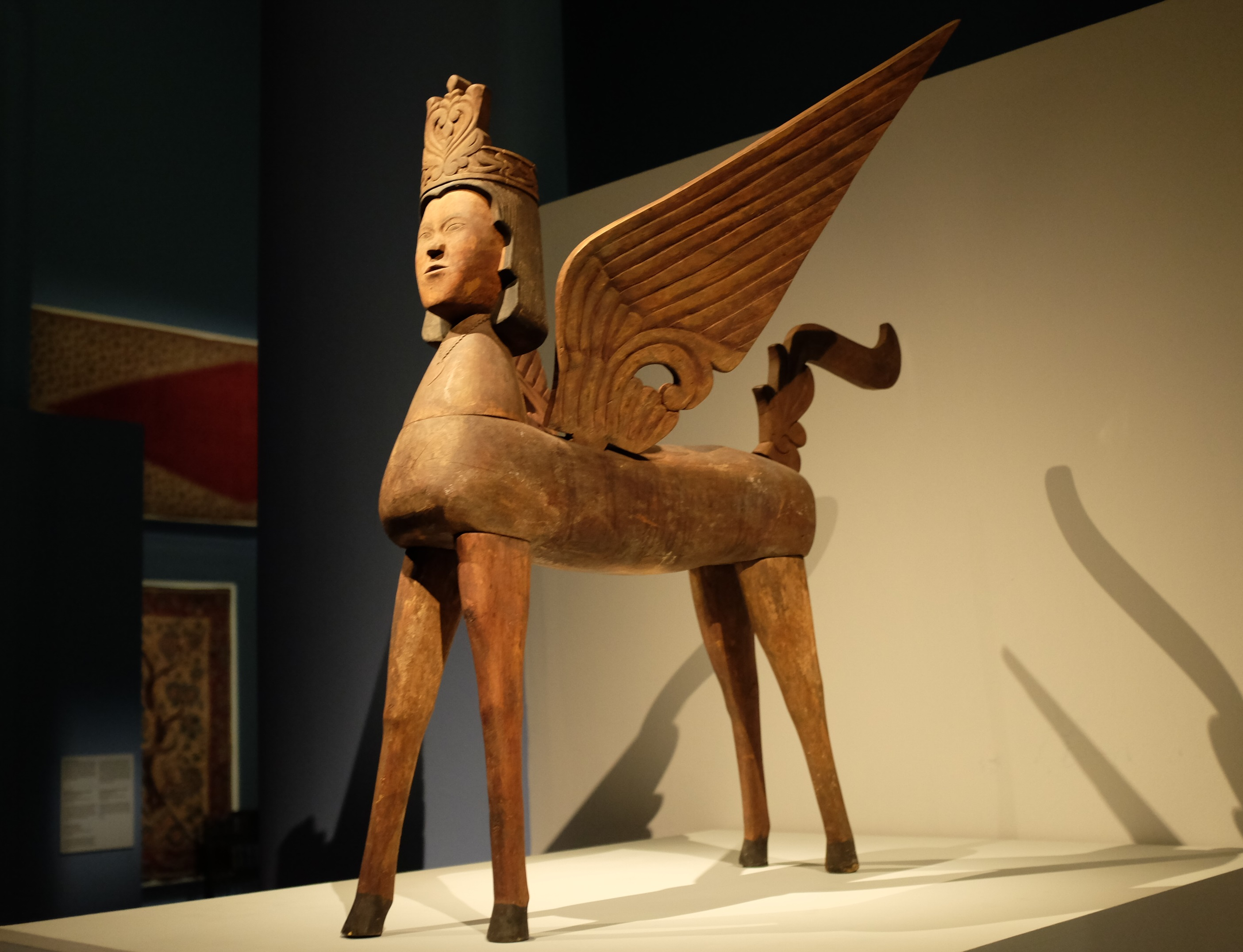
Скульптура Бурака. Минданао (остров), Филиппины[англ.].
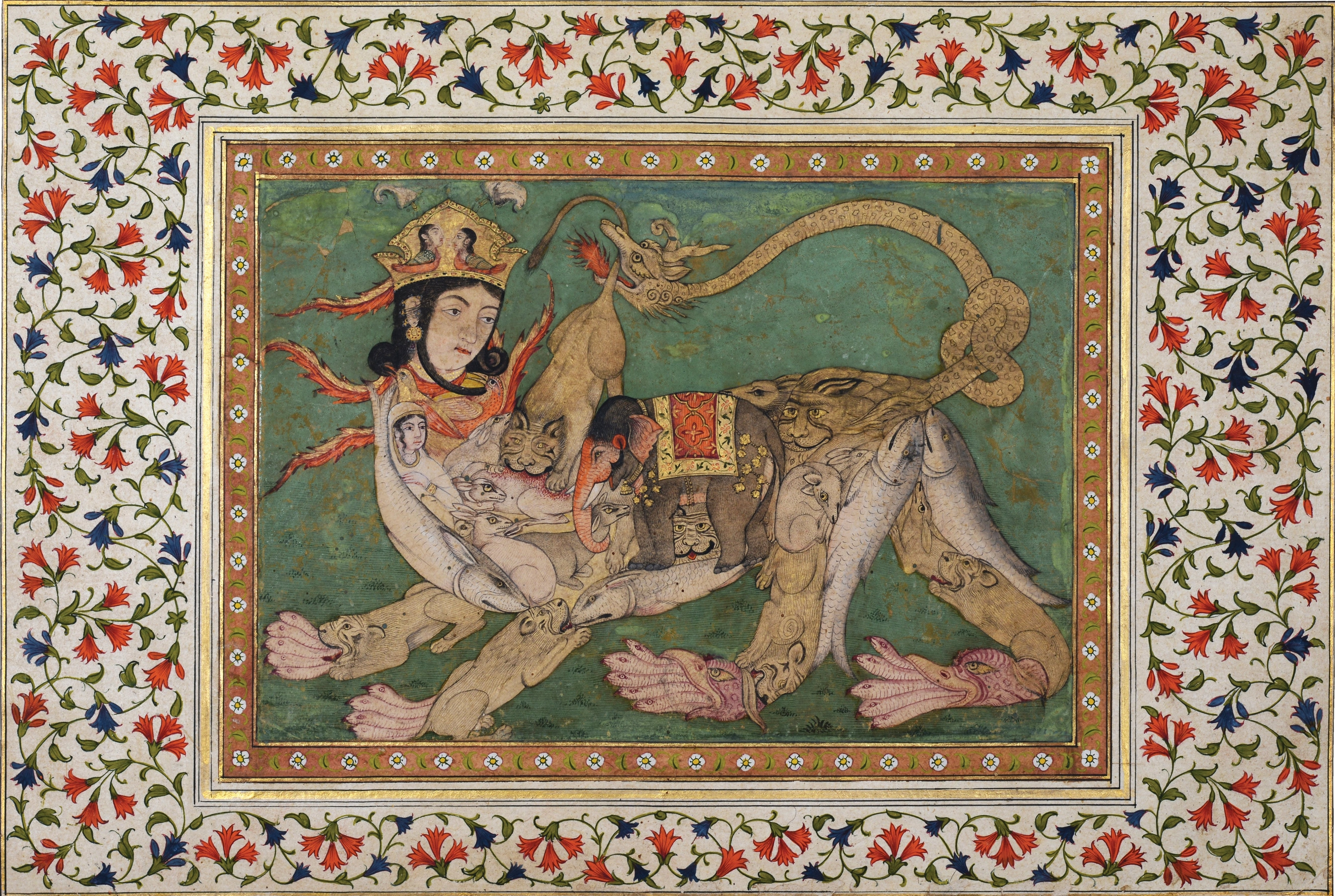
Бурак, живопись Декана с персидскими элементами (1770—1775)
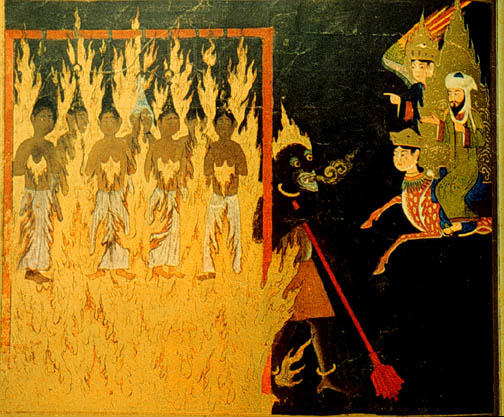
Мухаммед, Бурак и Джибриль наблюдают, как женщин наказывают в джаханнаме за проституцию.